# مدوتسه
مدوتسه (به صربی: Medevce) یک منطقهٔ مسکونی در صربستان است که در مدوجا واقع شده‌است. مدوتسه ۹٫۱۷ کیلومتر مربع مساحت و ۵۴ نفر جمعیت دارد و ۶۸۳ متر بالاتر از سطح دریا واقع شده‌است.